# Fan Service〜Prima Box〜
『Fan Service〜Prima Box〜』（ファンサービス プリマボックス）は、日本のテクノポップユニット、Perfumeのボックス・セットである。2008年2月13日にアミューズソフトエンタテインメントより発売。

## 概要
絶版となって入手困難だったインディーズ期シングル3作品に特典DVD『Prima DVD』を加えた、完全限定生産の4枚組セットである。
- 『Prima DVD』収録の『ビタミンドロップ New Clip』は、インディーズ期のライブやBEE-HIVEカメラの映像を編集して構成した作品。
- 『Prima DVD』には隠しトラックが存在する。ただしPVやライブ映像ではない。
- 同時発売のDVD『Fan Service〜bitter〜Normal Edition』（2007年発売の『ファン・サーヴィス［bitter］』の再発版）をボックス内に収納できる。メンバーによると「一緒にするとケミストリーが起こるんじゃけえ」とのこと。
- ボックス仕様のため、オリコンではシングルではなく、アルバムチャートで扱われている。

## 収録作品
1. スウィートドーナッツ
2. モノクロームエフェクト
3. ビタミンドロップ
4. Prima DVD
  1. 『スウィートドーナッツ Original Music Clip』
  2. 『モノクロームエフェクト Orginal Music Clip』
  3. 『ビタミンドロップ New Clip』